# Prasinocyma rufitincta
Prasinocyma rufitincta là một loài bướm đêm trong họ Geometridae.